# Стамбульська футбольна ліга
Стамбульська футбольна ліга (тур. İstanbul Futbol LigiIstanbul Futbol Ligi), спочатку іменувалася як Ліга Константинопольської футбольної асоціації (англ. Constantinople Football Association League) була заснована Джеймсом Лафонтеном і Генрі Пірсом в 1904 році. Перші розіграші турніру називалися Стамбульською недільною лігою, так як грали в ній 4 команди («Мода», «Имогене», «Ельпіс» і «Кадикей», що зустрічалися між собою по неділях.

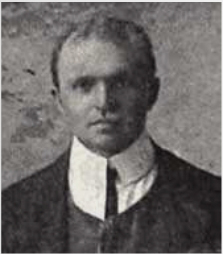
Джеймсом Лафонтен, засновник Ліги Константинопольської футбольної асоціації

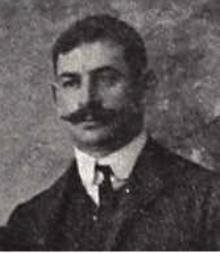
Генрі Пірс, засновник Ліги Константинопольської футбольної асоціації

Стамбульська п'ятнична ліга замінила собою недільну в 1915 році. 7 клубів взяли участь у першому її розіграші в сезоні 1915/16: «Галатасарай», «Фенербахче», «Алтинорду Імдан Юрду», «Ускюдар Анадолу», «Кючюкчекмедже» і «Анадолу Хисари Ідман Юрду».
З сезону 1923/24 по 1950/51 змагання носило назву Стамбульської ліги. В турнірі 1952 року воно було змінено на Стамбульську професійну лігу.
Стамбульська футбольна ліга була першою футбольною ліговою організацією в Османській імперії.

## Переможці
| Клуб                 | Переможець | 2-е місце | Роки перемог                                                                             |
| -------------------- | ---------- | --------- | ---------------------------------------------------------------------------------------- |
| Фенербахче           | 15         | 18        | 1912, 1914, 1921, 1923, 1930, 1933, 1935, 1936, 1937, 1944, 1947, 1948, 1953, 1957, 1959 |
| Галатасарай          | 15         | 11        | 1909, 1910, 1911, 1915, 1916, 1922, 1925, 1926, 1927, 1929, 1931, 1949, 1955, 1956, 1958 |
| Бешикташ             | 13         | 6         | 1924, 1934, 1939, 1940, 1941, 1942, 1943, 1945, 1946, 1950, 1951, 1952, 1954             |
| Алтинорду Імдан Юрду | 2          | 3         | 1917, 1918                                                                               |
| Кадикей              | 2          | 1         | 1906, 1907                                                                               |
| Мода                 | 1          | 3         | 1908                                                                                     |
| Імогене              | 1          | 1         | 1905                                                                                     |
| Гюнеш                | 1          | 1         | 1938                                                                                     |
| Істанбулспор         | 1          | -         | 1932                                                                                     |
| Ускюдар Анадолу      | -          | 2         | -                                                                                        |
| Вефа                 | -          | 2         | -                                                                                        |
| Рамблерс             | -          | 1         | -                                                                                        |
| Strugglers FC        | -          | 1         | -                                                                                        |
| Küçükçekmece SK      | -          | 1         | -                                                                                        |

### Стамбульська недільна ліга(Istanbul Pazar Ligi)
| - 1905 Імогене - 1906 Кадикей - 1907 Кадикей | - 1908 Мода - 1909 Галатасарай - 1910 Галатасарай | - 1911 Галатасарай - 1912 Фенербахче - 1913 Не відбулась через Балканську війну | - 1914 Фенербахче |

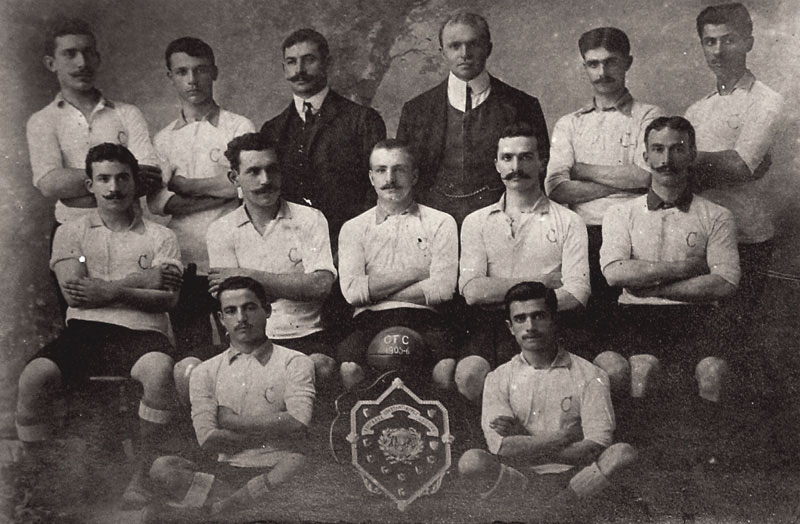
«Кадикей», переможець 1905/06
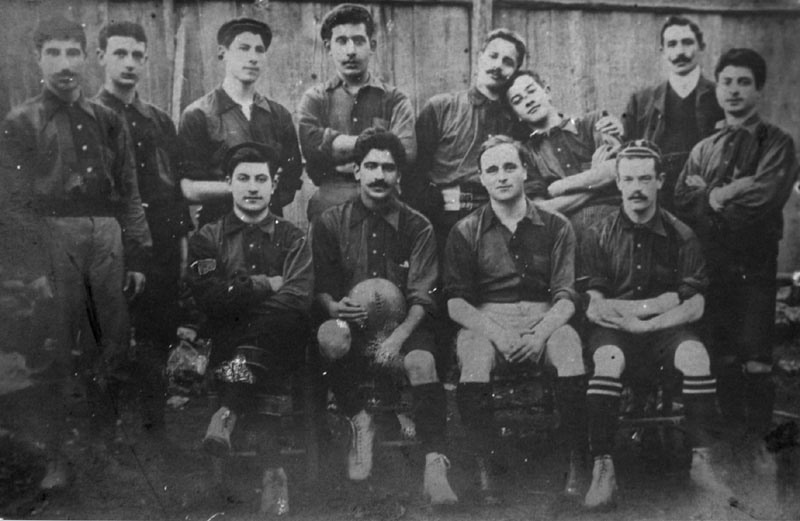
«Мода», переможець 1907/08
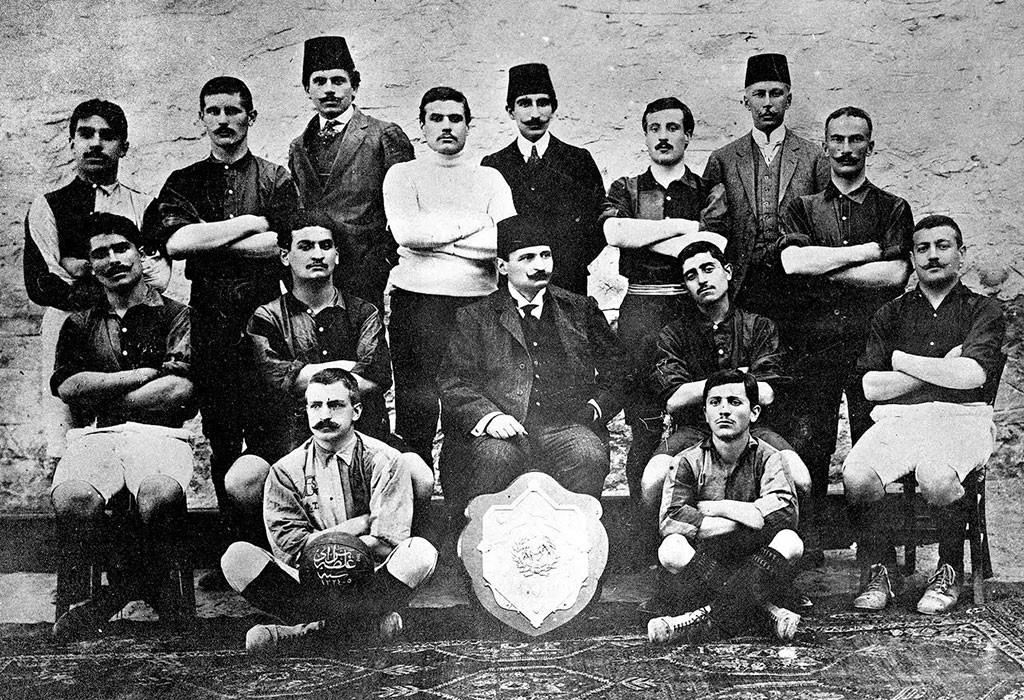
«Галатасарай», переможець 1908/09
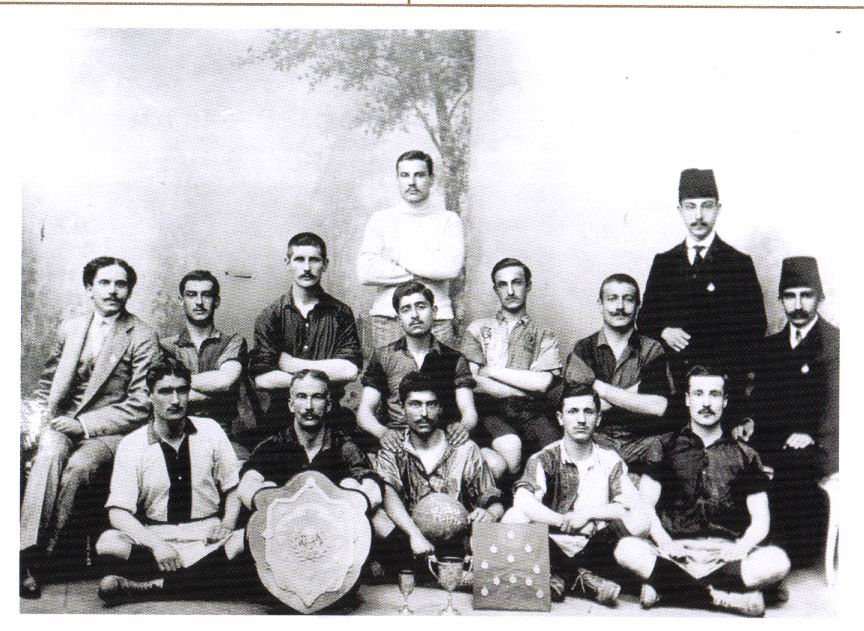
«Галатасарай», переможець 1909/10
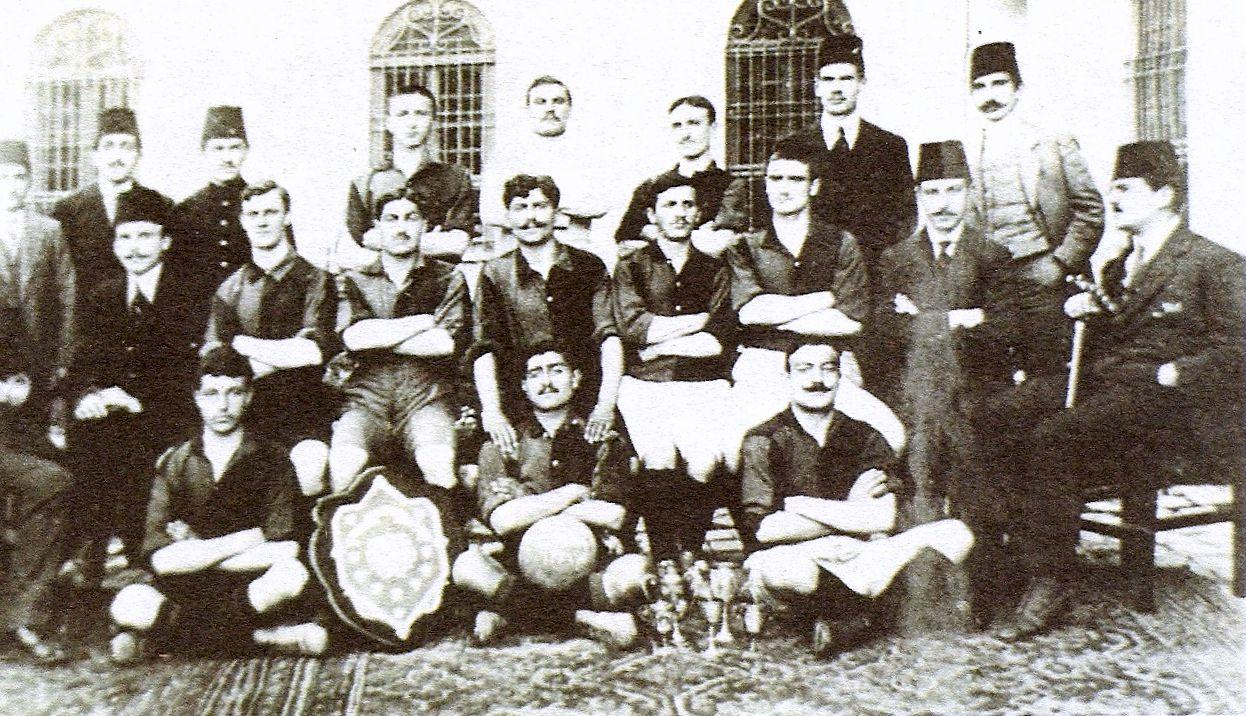
«Галатасарай», переможець 1910/11
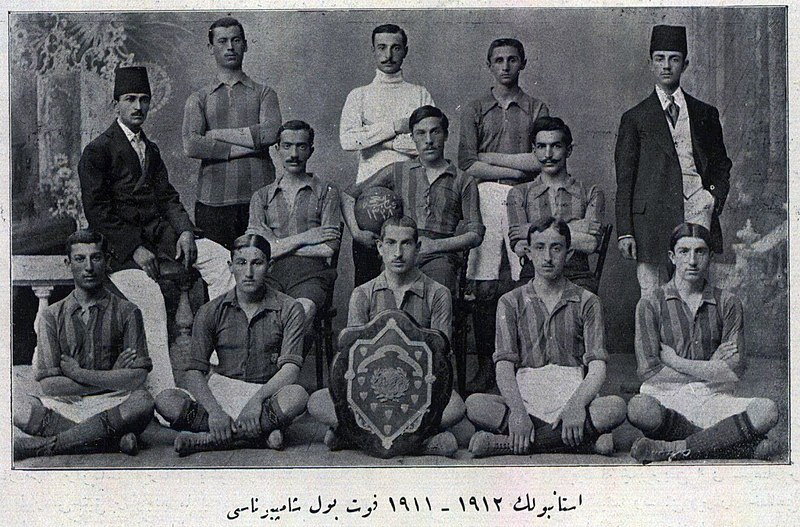
«Фенербахче», переможець 1911/12
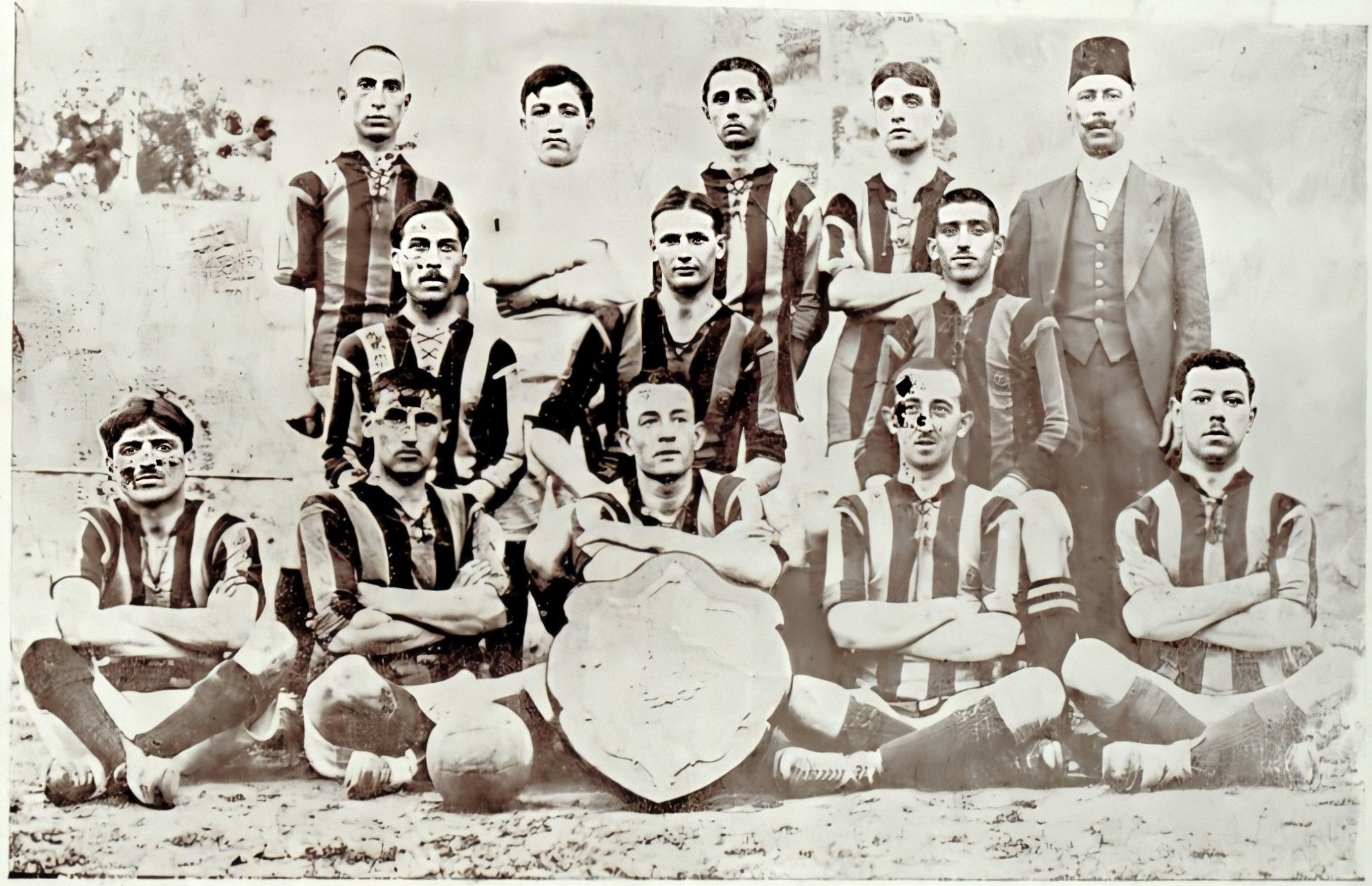
«Фенербахче», переможець 1913/14
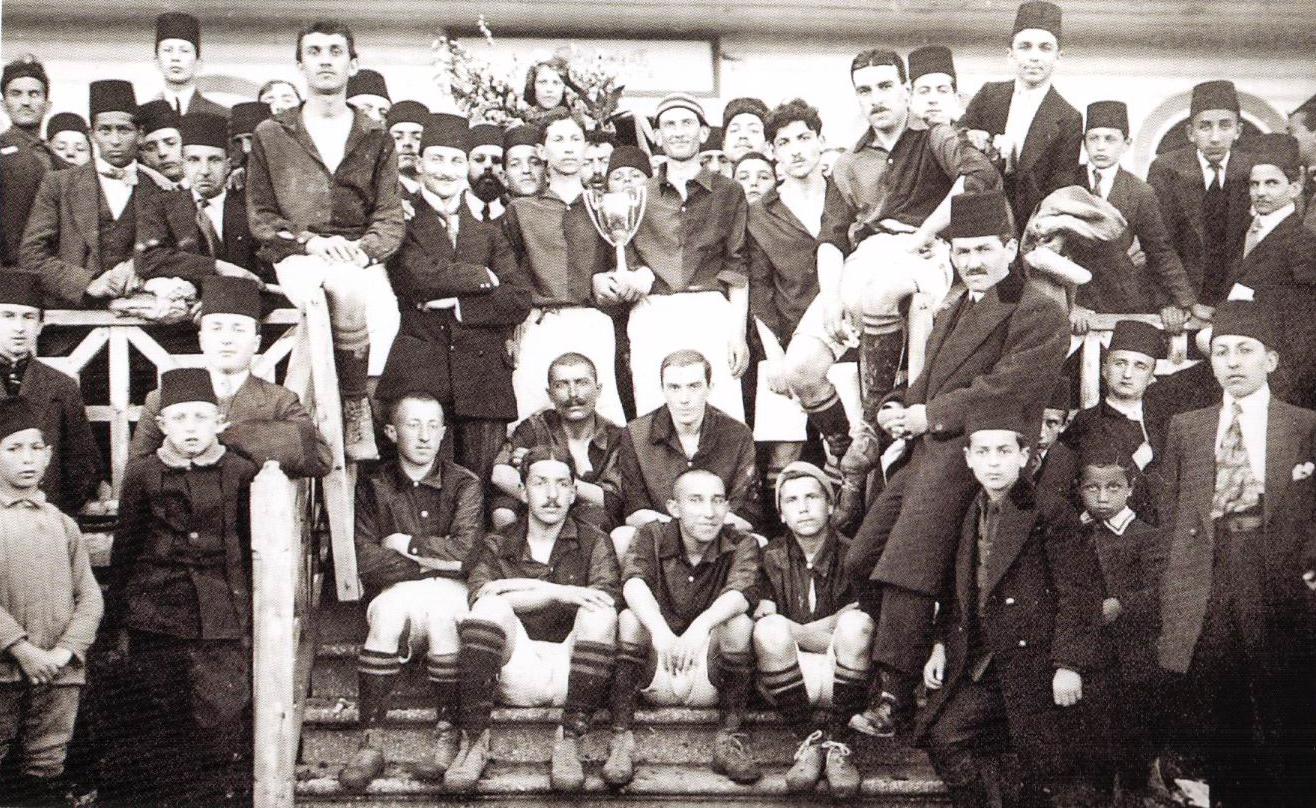
«Галатасарай», переможець 1915/16

### Стамбульська п'ятнична ліга(Istanbul Cuma Lig)
| - 1915 Галатасарай - 1916 Галатасарай - 1917 Алтинорду Імдан Юрду | - 1918 Алтинорду Імдан Юрду - 1919 Не відбулась через Мудроське перемир'я | - 1920 Скасована - 1921 Фенербахче | - 1922 Галатасарай - 1923 Фенербахче |

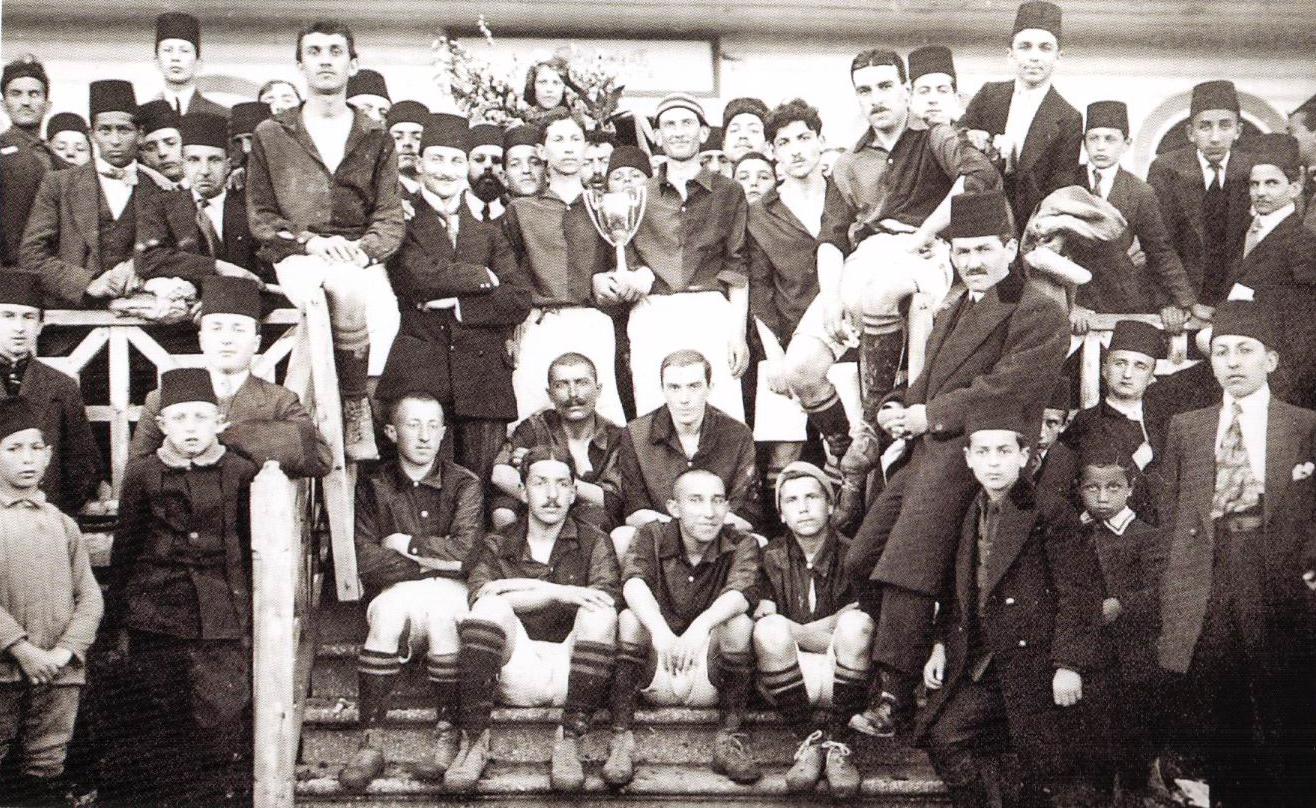
«Галатасарай», переможець 1915/16
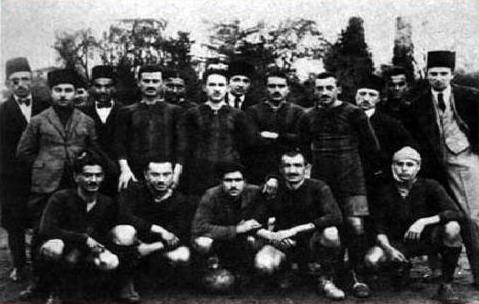
«Алтинорду Імдан Юрду», переможець 1916/17 і 1917/18
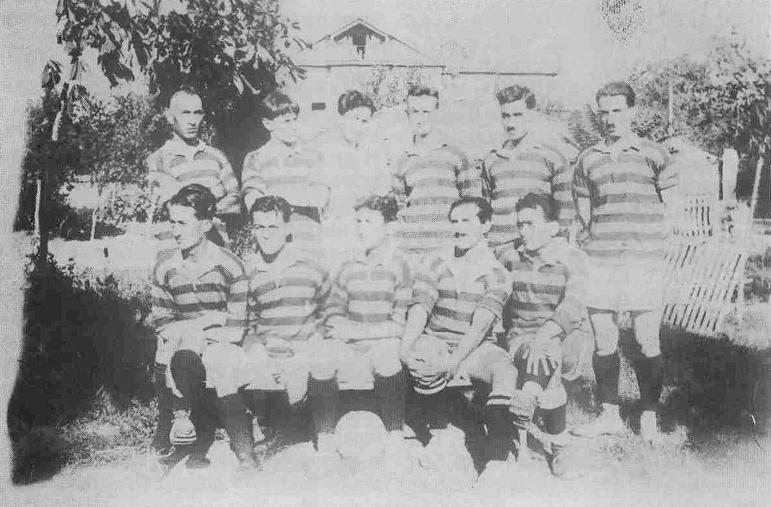
«Фенербахче», переможець 1920/21
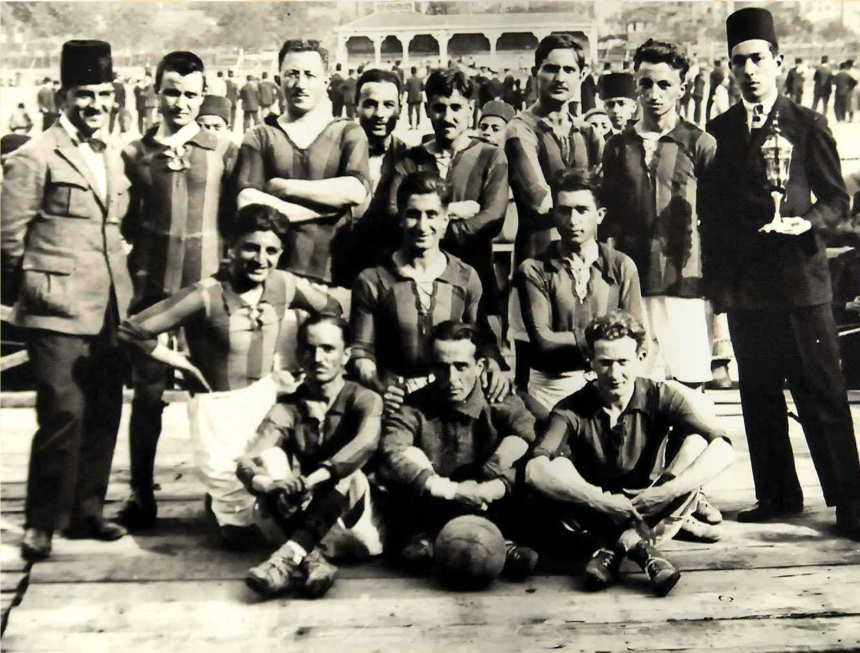
«Галатасарай», переможець 1921/22
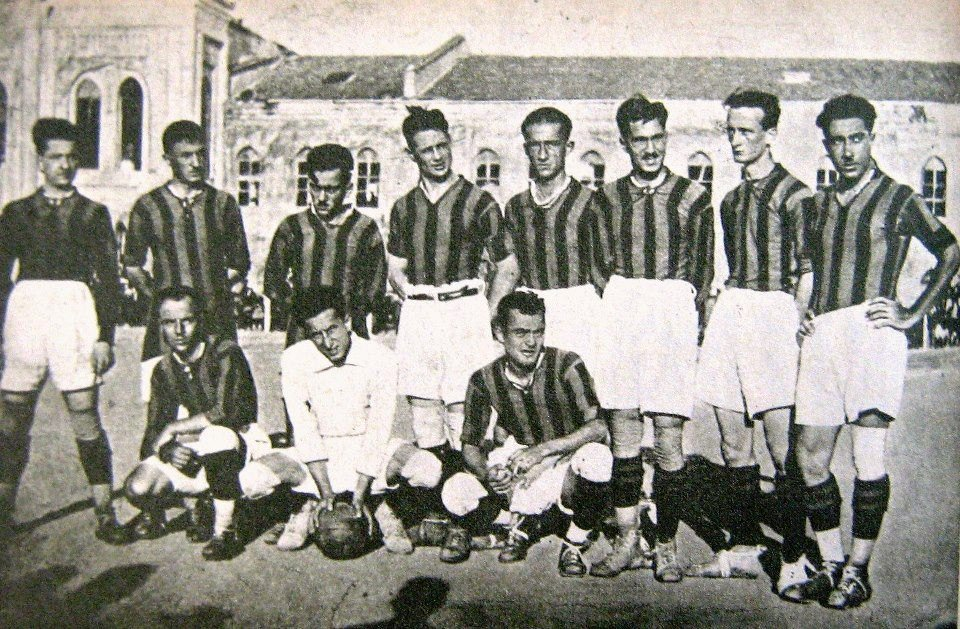
«Фенербахче», переможець 1922/23

### Стамбульська ліга(Istanbul Lig)
| - 1924 Бешикташ - 1925 Галатасарай - 1926 Галатасарай - 1927 Галатасарай - 1928 Скасована через Олімпійські ігри в Амстердамі - 1929 Галатасарай - 1930 Фенербахче | - 1931 Галатасарай - 1932 Істанбулспор - 1933 Фенербахче - 1934 Бешикташ - 1935 Фенербахче - 1936 Фенербахче - 1937 Фенербахче | - 1938 Гюнеш - 1939 Бешикташ - 1940 Бешикташ - 1941 Бешикташ - 1942 Бешикташ - 1943 Бешикташ - 1944 Фенербахче | - 1945 Бешикташ - 1946 Бешикташ - 1947 Фенербахче - 1948 Фенербахче - 1949 Галатасарай - 1950 Бешикташ - 1951 Бешикташ |

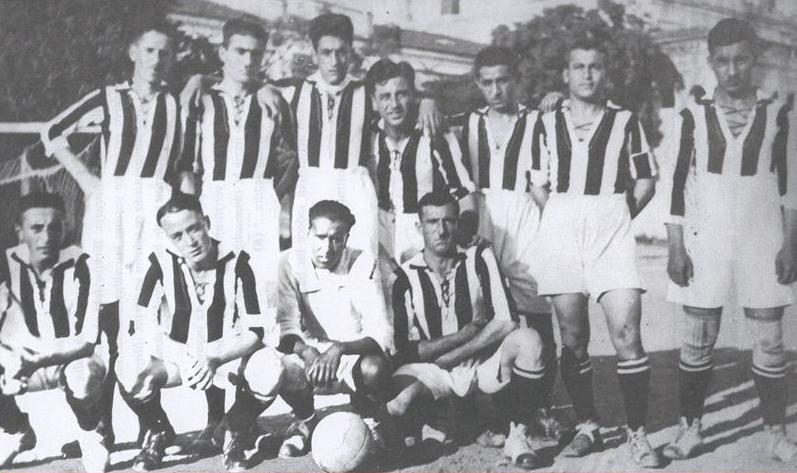
«Бешикташ», переможець 1923/24
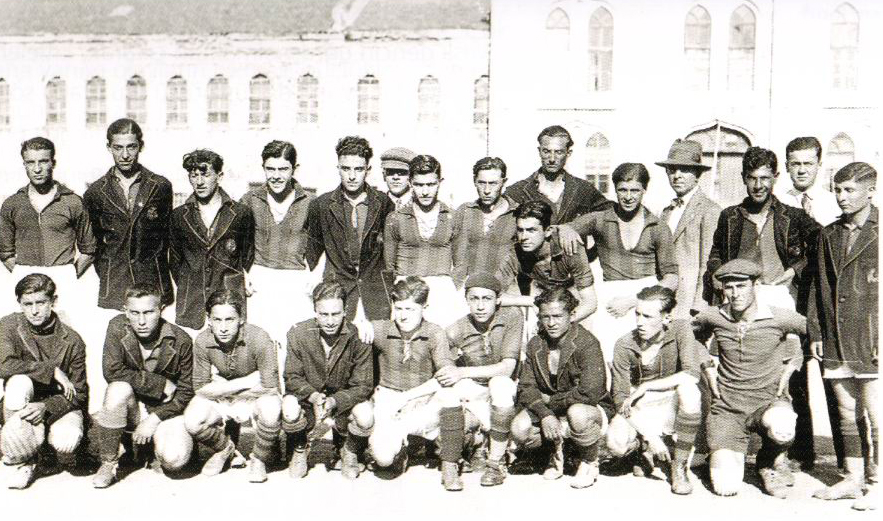
«Галатасарай», переможець 1924/25
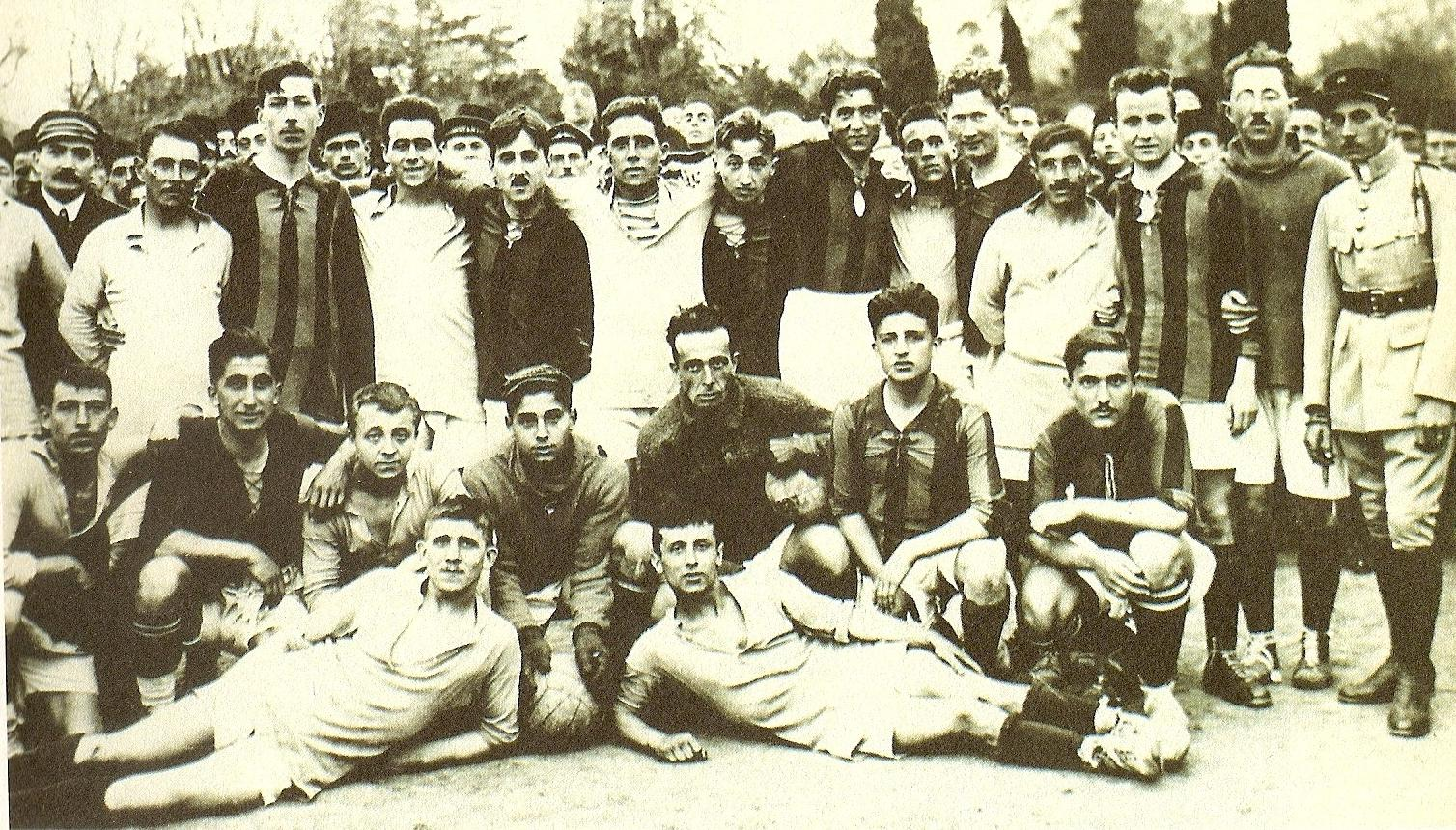
«Галатасарай», переможець 1925/26
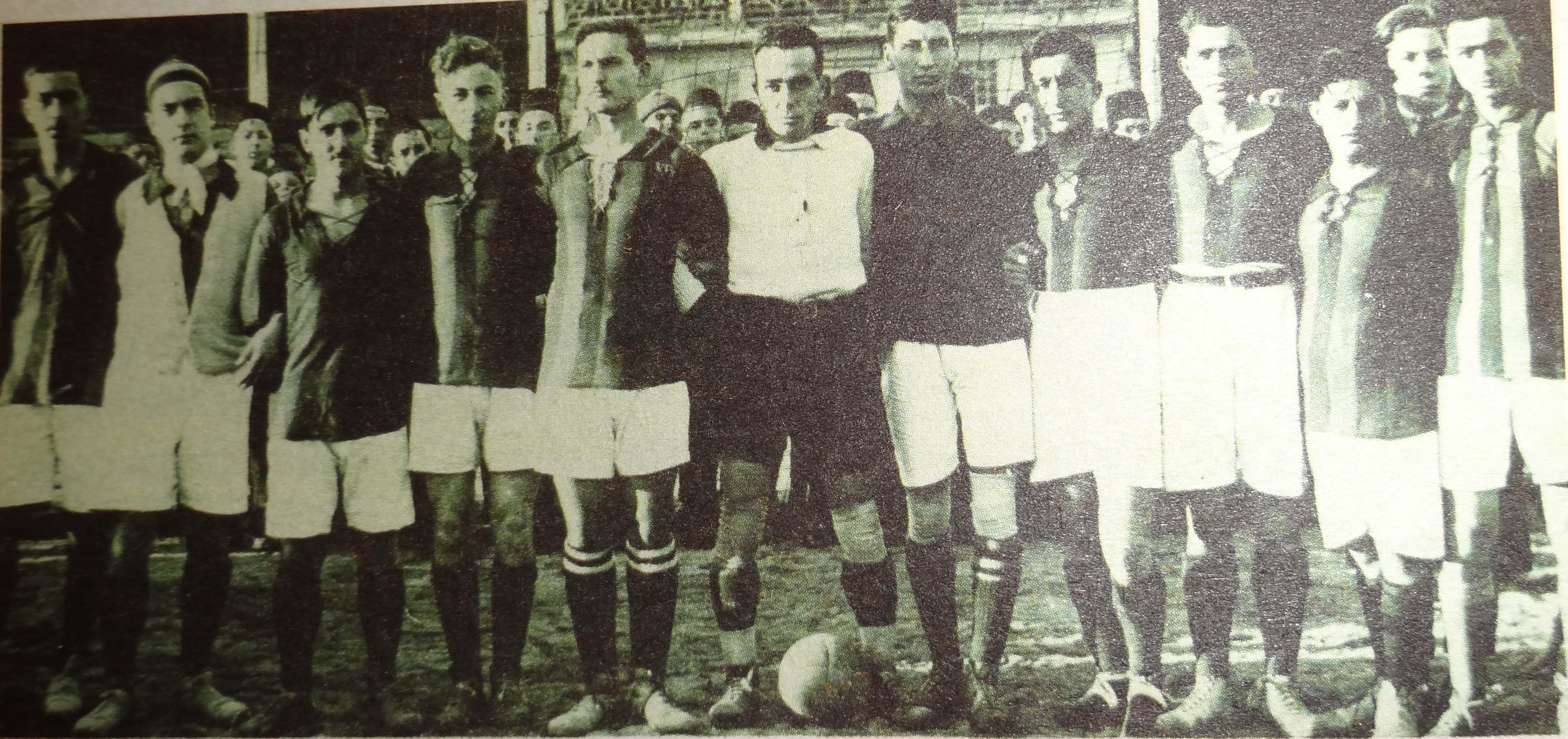
«Галатасарай», переможець 1926/27
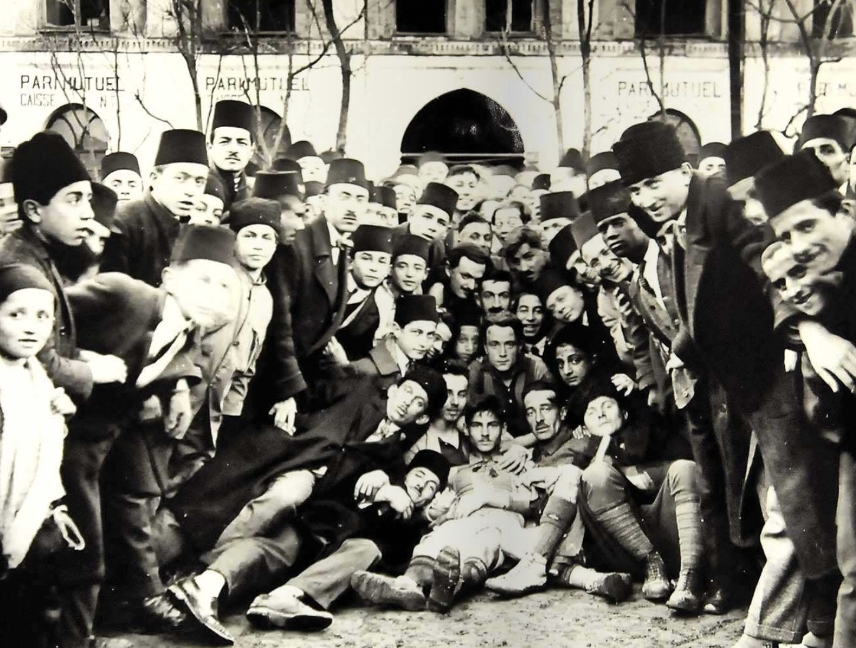
«Галатасарай», переможець 1928/29
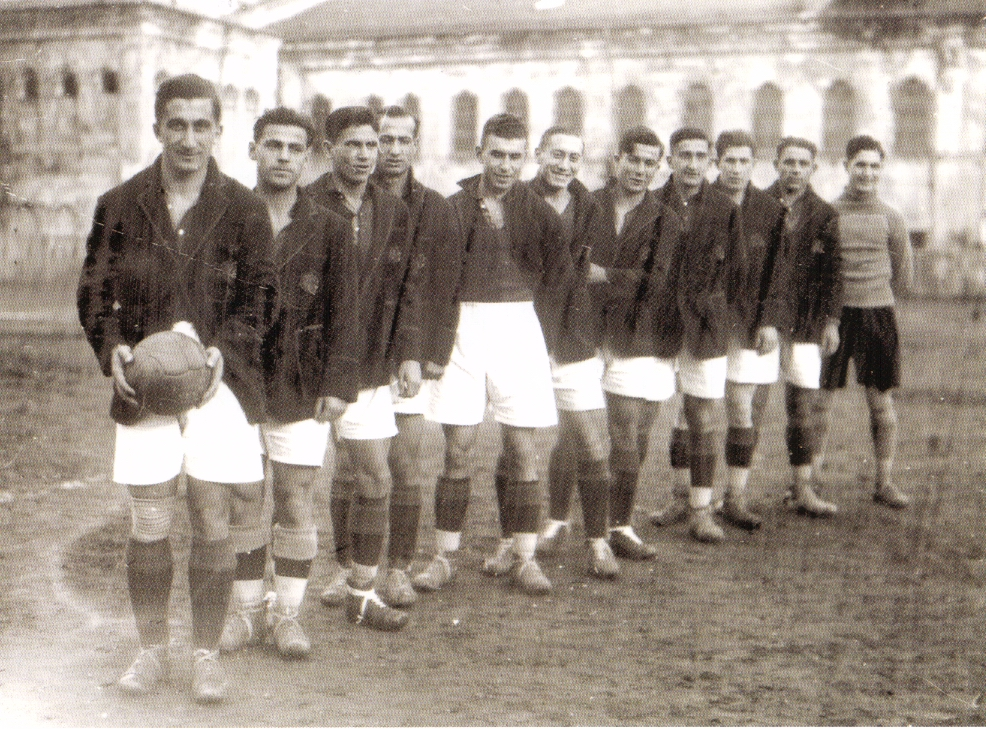
«Галатасарай», переможець 1930/31
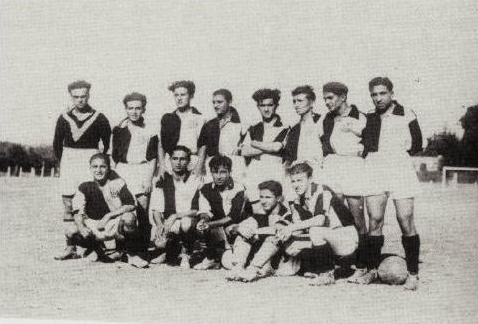
«Істанбулспор», переможець 1931/32
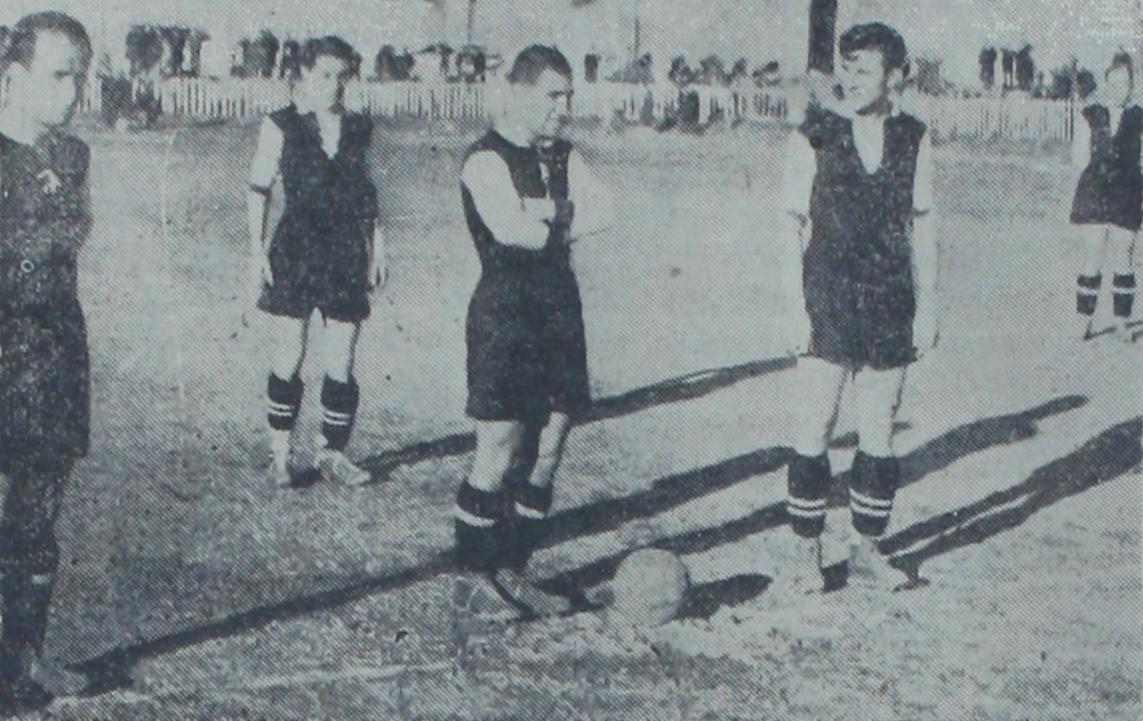
«Бешикташ», переможець 1938/39

### Стамбульська професійна футбольна ліга
| - 1952 Бешикташ - 1953 Фенербахче - 1954 Бешикташ - 1955 Галатасарай - 1956 Галатасарай - 1957 Фенербахче - 1958 Галатасарай - 1959 Фенербахче \| Сезон \| Клуб \| Футболіст \| Голи \| Ігри \| Голів за гру \| \| ------- \| ----------- \| --------------------------- \| ---- \| ---- \| ------------ \| \| 1928/29 \| Фенербахче \| Зекі Реза Спортел (1) \| 10 \| 9 \| 1.11 \| \| 1929/30 \| Фенербахче \| Зекі Реза Спортел (2) \| 13 \| 10 \| 1.3 \| \| 1930/31 \| Фенербахче \| Зекі Реза Спортел (3) \| 17 \| 13 \| 1.31 \| \| \| Фенербахче \| Фікрет Ариджан (1) \| 17 \| 14 \| 1.21 \| \| 1931/32 \| Бешикташ \| Хакки Єтен (1) \| 8 \| 5 \| 1.60 \| \| 1932/33 \| Бешикташ \| Хакки Єтен (2) \| 10 \| 11 \| 0.91 \| \| 1933/34 \| Бешикташ \| Хакки Єтен (3) \| 10 \| 12 \| 0.83 \| \| 1934/35 \| Фенербахче \| Намик Ербай (1) \| 13 \| 11 \| 1.18 \| \| 1935/36 \| Фенербахче \| Алі Риза Танси (1) \| 19 \| 21 \| 0.90 \| \| \| Фенербахче \| Наджі Бастонджу (1) \| 19 \| 21 \| 0.90 \| \| 1936/37 \| Фенербахче \| Есат Канер (1) \| 14 \| 10 \| 1.40 \| \| 1937/38 \| Бешикташ \| Шереф Горкей (1) \| 16 \| 9 \| 1.78 \| \| 1938/39 \| Фенербахче \| Фікрет Ариджан (2) \| 25 \| 15 \| 1.67 \| \| 1939/40 \| Галатасарай \| Джеміль Гюрген Елертюрк (1) \| 30 \| 16 \| 1.88 \| \| 1940/41 \| Бешикташ \| Шереф Горкей (2) \| 22 \| 15 \| 1.47 \| \| 1941/42 \| Фенербахче \| Меліх Котанджа(1) \| 23 \| 14 \| 1.64 \| \| 1942/43 \| Галатасарай \| Джеміль Гюрген Елертюрк (2) \| 22 \| 11 \| 2.00 \| \| 1943/44 \| Бешикташ \| Шюкрю Мустафа Гюлесін (1) \| 27 \| 17 \| 1.59 \| \| \| Фенербахче \| Мюздат Єткінер (1) \| 27 \| 16 \| 1.69 \| \| 1944/45 \| Бешикташ \| Кемаль Гюльчелік (1) \| 27 \| 18 \| 1.50 \| \| 1945/46 \| Бешикташ \| Шюкрю Мустафа Гюлесін (2) \| 11 \| 13 \| 0.85 \| \| 1946/47 \| Бешикташ \| Шюкрю Мустафа Гюлесін (3) \| 9 \| 14 \| 0.64 \| \| \| Галатасарай \| Реха Екен (1) \| 9 \| 12 \| 0.75 \| \| 1947/48 \| Фенербахче \| Халіт Дерінгор (1) \| 12 \| 13 \| 0.92 \| \| \| Фенербахче \| Лефтер Кючюкандоньядіс (1) \| 12 \| 14 \| 0.86 \| \| 1948/49 \| Бешикташ \| Шюкрю Мустафа Гюлесін (4) \| 13 \| 12 \| 1.08 \| \| 1949/50 \| Бешикташ \| Бюлент Есель (1) \| 19 \| 14 \| 1.36 \| \| 1950/51 \| Бешикташ \| Реджеп Аданир (1) \| 13 \| 14 \| 1.36 \| \| 1952 \| Бешикташ \| Шевкет Йорулмаз (1) \| 19 \| 14 \| 1.36 \| \| 1952/53 \| Бешикташ \| Шевкет Йорулмаз (2) \| 17 \| 18 \| 0.94 \| \| 1953/54 \| Фенербахче \| Лефтер Кючюкандоньядіс (2) \| 14 \| 14 \| 1.00 \| \| 1954/55 \| Галатасарай \| Алі Бератлигіль (1) \| 14 \| 18 \| 0.78 \| \| 1955/56 \| Галатасарай \| Метін Октай (1) \| 19 \| 17 \| 1.12 \| \| 1956/57 \| Галатасарай \| Метін Октай (2) \| 17 \| 16 \| 1.06 \| \| 1957/58 \| Галатасарай \| Метін Октай (3) \| 19 \| 17 \| 1.12 \| \| 1958/59 \| Галатасарай \| Метін Октай (4) \| 22 \| 16 \| 1.38 \| 1. 2. 3. |             |                             |      |      |              |
| Сезон | Клуб        | Футболіст                   | Голи | Ігри | Голів за гру |
| 1928/29 | Фенербахче  | Зекі Реза Спортел (1)       | 10   | 9    | 1.11         |
| 1929/30 | Фенербахче  | Зекі Реза Спортел (2)       | 13   | 10   | 1.3          |
| 1930/31 | Фенербахче  | Зекі Реза Спортел (3)       | 17   | 13   | 1.31         |
| | Фенербахче  | Фікрет Ариджан (1)          | 17   | 14   | 1.21         |
| 1931/32 | Бешикташ    | Хакки Єтен (1)              | 8    | 5    | 1.60         |
| 1932/33 | Бешикташ    | Хакки Єтен (2)              | 10   | 11   | 0.91         |
| 1933/34 | Бешикташ    | Хакки Єтен (3)              | 10   | 12   | 0.83         |
| 1934/35 | Фенербахче  | Намик Ербай (1)             | 13   | 11   | 1.18         |
| 1935/36 | Фенербахче  | Алі Риза Танси (1)          | 19   | 21   | 0.90         |
| | Фенербахче  | Наджі Бастонджу (1)         | 19   | 21   | 0.90         |
| 1936/37 | Фенербахче  | Есат Канер (1)              | 14   | 10   | 1.40         |
| 1937/38 | Бешикташ    | Шереф Горкей (1)            | 16   | 9    | 1.78         |
| 1938/39 | Фенербахче  | Фікрет Ариджан (2)          | 25   | 15   | 1.67         |
| 1939/40 | Галатасарай | Джеміль Гюрген Елертюрк (1) | 30   | 16   | 1.88         |
| 1940/41 | Бешикташ    | Шереф Горкей (2)            | 22   | 15   | 1.47         |
| 1941/42 | Фенербахче  | Меліх Котанджа(1)           | 23   | 14   | 1.64         |
| 1942/43 | Галатасарай | Джеміль Гюрген Елертюрк (2) | 22   | 11   | 2.00         |
| 1943/44 | Бешикташ    | Шюкрю Мустафа Гюлесін (1)   | 27   | 17   | 1.59         |
| | Фенербахче  | Мюздат Єткінер (1)          | 27   | 16   | 1.69         |
| 1944/45 | Бешикташ    | Кемаль Гюльчелік (1)        | 27   | 18   | 1.50         |
| 1945/46 | Бешикташ    | Шюкрю Мустафа Гюлесін (2)   | 11   | 13   | 0.85         |
| 1946/47 | Бешикташ    | Шюкрю Мустафа Гюлесін (3)   | 9    | 14   | 0.64         |
| | Галатасарай | Реха Екен (1)               | 9    | 12   | 0.75         |
| 1947/48 | Фенербахче  | Халіт Дерінгор (1)          | 12   | 13   | 0.92         |
| | Фенербахче  | Лефтер Кючюкандоньядіс (1)  | 12   | 14   | 0.86         |
| 1948/49 | Бешикташ    | Шюкрю Мустафа Гюлесін (4)   | 13   | 12   | 1.08         |
| 1949/50 | Бешикташ    | Бюлент Есель (1)            | 19   | 14   | 1.36         |
| 1950/51 | Бешикташ    | Реджеп Аданир (1)           | 13   | 14   | 1.36         |
| 1952 | Бешикташ    | Шевкет Йорулмаз (1)         | 19   | 14   | 1.36         |
| 1952/53 | Бешикташ    | Шевкет Йорулмаз (2)         | 17   | 18   | 0.94         |
| 1953/54 | Фенербахче  | Лефтер Кючюкандоньядіс (2)  | 14   | 14   | 1.00         |
| 1954/55 | Галатасарай | Алі Бератлигіль (1)         | 14   | 18   | 0.78         |
| 1955/56 | Галатасарай | Метін Октай (1)             | 19   | 17   | 1.12         |
| 1956/57 | Галатасарай | Метін Октай (2)             | 17   | 16   | 1.06         |
| 1957/58 | Галатасарай | Метін Октай (3)             | 19   | 17   | 1.12         |
| 1958/59 | Галатасарай | Метін Октай (4)             | 22   | 16   | 1.38         |